# 징화청

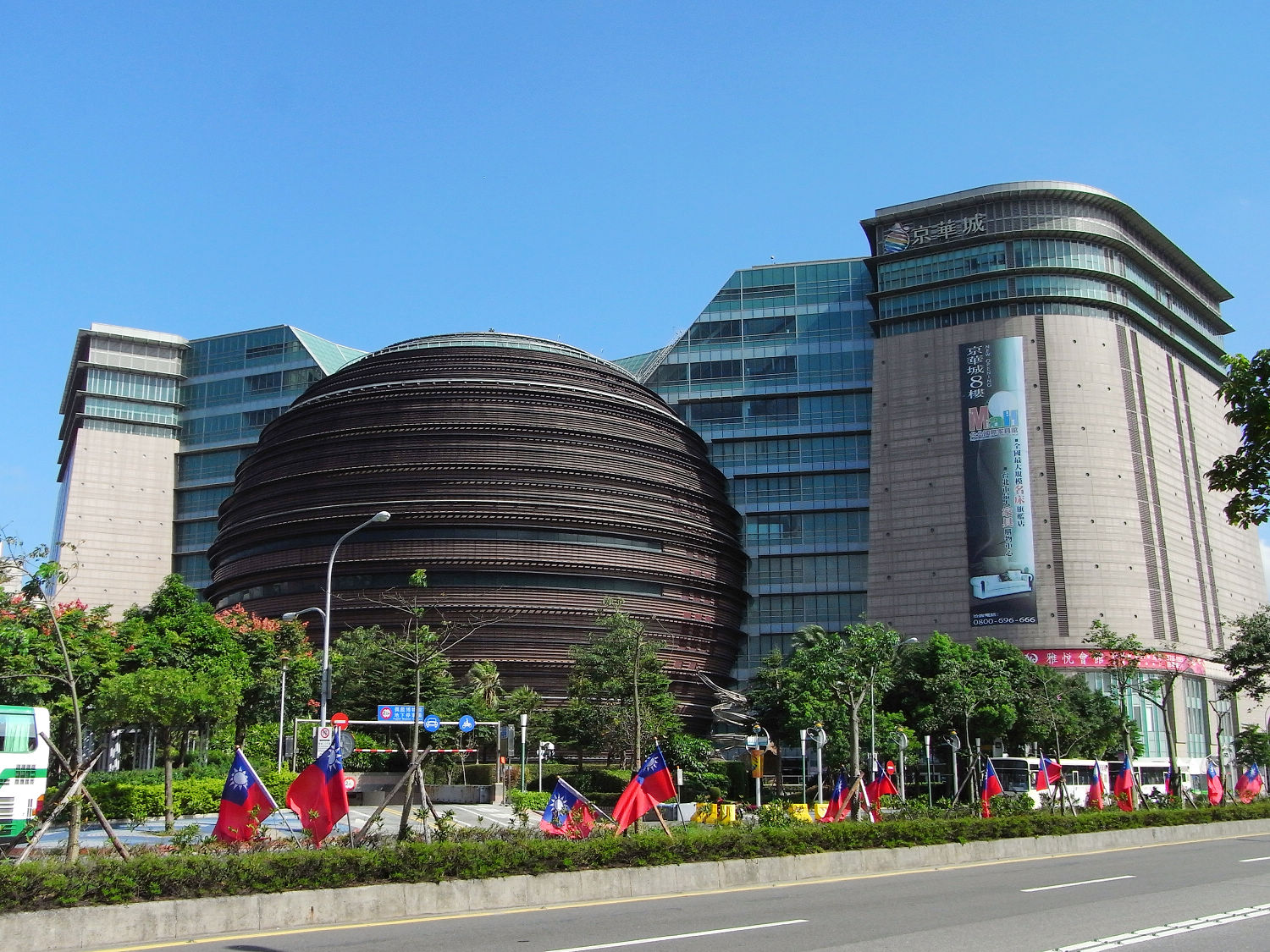
징화청

징화청(京華城)는 중화민국 타이베이시 쑹산 구에 있는 쇼핑 센터이다.

## 같이 보기
- SM 몰 오브 아시아